# Татарская Каргала
Татарская Каргала́ (ранее Каргалинская слобода, Сеитовская слобода, Сеитов посад) — село в Сакмарском районе Оренбургской области Российской Федерации.

## История
Основано в 1744 году как торговая слобода в 18 верстах от Оренбурга на реке Средняя Каргалка группой татар во главе с Сеитом (Сагитом) Хаялиным, выходцами из Казанского уезда.
В начале 1744 году казанские татарские купцы обратились к оренбургскому губернатору И. И. Неплюеву с предложением поселиться при новом городе с условием освобождения от рекрутской повинности и разрешением свободно строить мечети и исповедовать свою религию. В том же году в Оренбургскую губернскую канцелярию явился казанский торговый человек, татарин Сеит (Сагит) Аитов Хаялин, один из казанских купцов, который подробно изложил условия и попросил земли под поселение и угодья по обоим берегам реки Сакмары, между Бердской крепостью и до речки Верхней Каргалки, а также под хутора выше урочища Гребеней и Пречистенской крепости. 2 марта 1744 году И. И. Неплюев представил Сенату доклад о предложении казанских купцов. И. И. Неплюев и члены Оренбургской губернской канцелярии, в присутствии старшин Бердской слободы и Сакмарского городка осмотрели земли, просимые Сеитом Хаялиным. 19 сентября 1744 года состоялось определение Оренбургской губернской канцелярии об отводе земель по реке Сакмаре для поселения казанских торговых татар. 8 августа 1745 года Сенат от имени императрицы Елизаветы, по представлению И. И. Неплюева, выдал Сеиту Хаялину указ-грамоту, определяющую условия поселения, территорию и льготы.
Указом Сената от 7 ноября 1784 года Сеитова слобода (тат. Сагыйт бистәсе) переименована в Сеитов посад с учреждением в ней ратуши, то есть с введением городского самоуправления.
В 1799 году население Сеитова посада причислено к Оренбургскому Казачьему войску с отменой подушного оклада; была образована станица Каргалинская Оренбургского уезда.
В XVIII-XIX веках — крупный центр транзитной торговли между Средней Азией и Россией. Основное население занималось ремесленным производством (22 производства, 20 мельниц), торговлей, хлебопашеством. В 1897 году численность населения составляла свыше 13 тыс. жителей
Являлась крупным центром татарской культуры в Оренбургском крае. В начале XX века в Каргале (тат. Каргалы) насчитывалось 10 мечетей, с работающими при них медресе и мектебами.

## Население
| 1989 | 2002  | 2010  | 2021  |
| ---- | ----- | ----- | ----- |
| 2887 | ↗3497 | ↗3800 | ↗4973 |

Национальный состав
По данным переписи 2010 года в селе проживают татары (90,3 %), русские (4,4%), казахи (2,0%), башкиры (1,5%) и другие народы.

## Религия
В настоящее время в селе действуют три мечети. Две исторические — Куш манара и Белая мечеть, а также новая — Ас-салям.

## Люди, связанные с селом
- Исмаил Бекмухамедов (XVIII в., род. и умер в Каргалинской (Сеитовской) слободе, в дальнейшем с. Татарская Каргала) — путешественник XVIII века.
- Давлетьяров, Ахметсафа Мустафович (1905—1938) — советский татарский государственный и политический деятель. Председатель Совета народных комиссаров Татарской АССР (1937).
- Рахматулла Абдюшевич Янбулатов (1750 - 1831) - секунд-майор, мурза, татарский князь, крупный землевладелец - помещик. Участник русско-турецкой войны. Награждаем был чинами. Проживал в Сеитовском Посаде.
- Хусаинов, Ахмед Галиевич (1837-1906) -  татарский миллионер и крупный меценат.
- Усманов, Хайрулла Абдрахманович (16 декабря 1866 года — 14 июня 1915 года) — мулла, депутат II Государственной думы Российской империи от Оренбургской губернии (1907).
- Ниязбаев, Габделрауф Хакимович(1884—1920) —  просветитель, драматург.

## Галерея
- Старейшая мечеть села — Кушманаралы мәчет. Сентябрь 2006
- Белая мечеть. Сентябрь 2006
- Вид на старое кладбище. Сентябрь 2006